# Untermerzbach
Untermerzbach è un comune tedesco di 1 640 abitanti situato nel land della Baviera.